# Маэкель
Маэкель, или Маакел, или Центральная провинция (тигринья ዞባ ማእከል, англ. Maekel Region, араб. المنطقة المركزية‎) — одна из шести провинций Эритреи (государство в Восточной Африке, располагается на побережье Красного моря, район Африканского рога), расположенная в центре страны. Провинция была образована 15 апреля 1996 года на основе бывшей провинции Хамасьен и расположена на центральном плоскогорье на средней высоте 2250 м над уровнем моря.
Это самая маленькая провинция Эритреи. В её состав входит крупнейший город и столица государства Асмэра. По состоянию на 2005 год, в провинции насчитывалось 675 700 населения по сравнению с 595 900 жителями в 2001 году. Чистый прирост составил 11,81 %. Общая площадь Маэкеля — 1300,00 км2, а плотность населения — 519,77 человек на км2.

## География
Маэкель — самая маленькая провинция Эритреи. В её состав входит крупнейший город и столица государства Асмэра. Провинция граничит с провинцией Ансэба на северо-западе, Сэмиэн-Кэй-Бахри (Северной красноморской провинцией) на северо-востоке, Дэбуб (Южной провинцией) на юге и провинцией Гаш-Барка на западе. Архитектура провинции преимущественно отражает итальянское колониальное влияние. Топография провинции представляет собой плоскогорье, где прохладнее чем в районах прибрежных равнин. Для провинции характерны два сезона дождей, более сильных ливней летом, и менее сильных дождей весной. Климат и география Маэкеля, также как и других эритрейских провинций похожи на эфиопские. Средняя высота в провинции составляет примерно 1800—2100 м. Самый жаркий месяц — май, когда температуры достигают 30 °C, а самый прохладный месяц — с декабря по февраль, когда температуры приближаются к минусовым. В провинции выпадает около 508 мм осадков и почва способствует возделыванию.

## Административное деление
В состав провинции также входят следующие районы:
- Берих
- Гала-Нефхи
- Северо-восточный
- Середжака
- Юго-восточный
- Юго-западный

## Архитектура
Архитектура провинции напоминает об итальянской колонии, которой она являлась с конца XIX века до начала XX века.